# Доминик Хрбати
Доминик Хрбати (слч. Dominik Hrbatý; Братислава, 4. јануар 1978) бивши је словачки професионални тенисер.
Био је финалиста два пута на АТП Мастерс турнирима. Освојио је укупно 6 АТП титула у синглу и 2 у дублу. Најбољи пласман на АТП листи је остварио 2005. године када је био 12 тенисер света.

## АТП Мастерс финала

### Појединачно 2 (0—2)
| Исход  | Година | Турнир      | Противник         | Резултат            |
| Финале | 2000   | Монте Карло | Седрик Пиолин     | 3–6, 6–7(3), 6–7(6) |
| Финале | 2006   | Париз       | Николај Давиденко | 1–6, 2–6, 2–6       |